# Sleat
Sleat (schottisch-gälisch: Sléibhte oder Slèite) ist eine Halbinsel im Süden der Insel Skye. Sie ist durch den Sound of Sleat vom Festland getrennt. Der ursprüngliche schottisch-gälische Name bedeutet so viel wie „Ebene“, was aber nicht der topografischen Realität entspricht. Die Halbinsel, die auch als der „Garten Skyes“ bezeichnet wird, ist vor allem durch sanft gewellte, hügelige Landschaften geprägt. Nur im Vergleich zu den nördlich gelegenen Bergen der Black Cuillins erscheint Sleat relativ flach.
Auf Sleat befindet sich der einstige Clansitz der MacDonalds, das Armadale Castle, welches aber heute zum Großteil nur noch eine Ruine ist. Im Nachbargebäude der Ruine wird im vom Clan finanzierten Visitors Centre die Geschichte der Lords of the Isles aus der Eigenperspektive des Clans dargestellt. Dazu gehört ein alter Park mit Baumarten, die man sonst in Nordamerika findet. Deren Wachstum wird vom milden Klima (Golfstrom) begünstigt. Der gegenwärtige High Chief des Clan Donald, Lord Godfrey James Macdonald of Macdonald, betreibt zusammen mit seiner Gattin, einer bekannten Köchin und Schriftstellerin, ein etwas abseits der Hauptstraße nach Broadford gelegenes Landhotel.

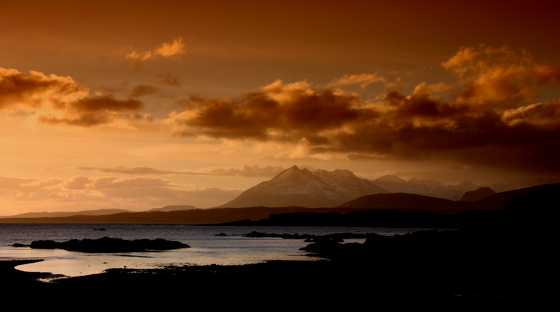
Blick von Tarskavaig nach Westen zu den Cuillin Hills nach Sonnenuntergang

Die meisten Ortschaften sind an Sleats östlicher, dem Festland zugewandter, Küste entlang der A851, der Hauptstraße von Broadford nach Armadale, zu finden. In Armadale befindet sich neben dem Clan MacDonald Centre und einigen Geschäften und Restaurants auch die Pier für die wichtige Fährverbindung nach Mallaig auf dem gegenüberliegenden schottischen Festland. Südlich von Armadale führt die Hauptstraße weiter nach Ardvasar (schottisch-gälisch Aird a' Bhàsair), dem traditionellen Hauptort von Sleat. Die öffentliche Straße führt noch ein kleines Stück weiter südlich bis nach Aird of Sleat und bietet hier Ausblicke auf die Inseln Rùm und Eigg sowie die noch weiter südlich gelegene Halbinsel Ardnamurchan. Östlich der Hauptstraße Broadford-Ardvasar an der östlichen Küstenlinie Sleats liegen die Weiler Tarskavaig, Tokavaig und Ord, von denen man auf die Cuillins und die Halbinsel von Elgol blicken kann.

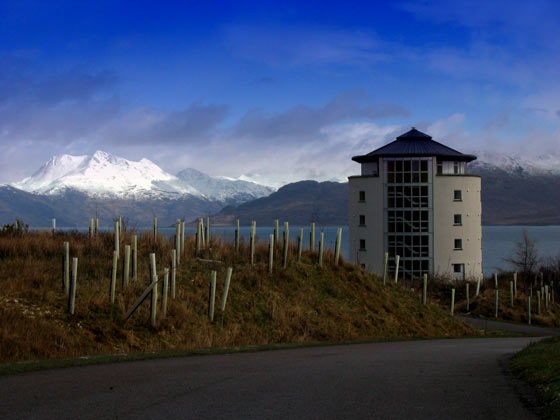
Der Wohnturm des neuen Campus von Sabhal Mòr Ostaig

Sleat ist eine Hochburg der schottisch-gälischen Sprache. Circa 40 Prozent der Einwohner sind dieser Sprache mächtig. Auf der Halbinsel, im Weiler Ostaig und mit sehenswertem Blick über den Sound of Sleat, ist auch das schottisch-gälische College Sabhal Mòr Ostaig (auf Deutsch „die große Scheune von Ostaig“) angesiedelt, das zur University of the Highlands and Islands gehört. Das College hat zu einem weiteren Zuzug gut ausgebildeter gälischsprachiger Akademiker geführt. Im Jahr 2006 gab es einen landesweit beachteten Streit um die sprachlich-kulturelle Ausrichtung der Grundschule in Sleat, der beispielhaft die Interessenkonflikte der unterschiedlichen Einwohnergruppen mit mittlerweile ganz unterschiedlichen kulturellen und sozialen Hintergründen aufzeigt. Ein von den College-Angehörigen dominierter Teil der Eltern wollte erreichen, dass die bislang bilinguale Grundschule in eine „Gaelic only“-Schule umgewandelt wird, um so die Sprache noch weiter zu fördern und die Sprachfertigkeiten der Kinder auf ein collegetaugliches Niveau zu heben. Dies traf auf den erbitterten Widerstand der ausschließlich Englisch sprechenden Bevölkerung. Sie machte hauptsächlich geltend, dass es für die nicht gälischsprachigen Kinder weit und breit keine Schulalternative gebe. Die Konfliktlinie verlief aber auch quer durch den gälischen Kulturkreis: Ein Teil der alteingesessenen, nicht akademisch gebildeten gälischsprachigen Eltern sprach sich ebenfalls gegen die Verstärkung des gälischen Unterrichts aus. Bei dieser Gruppe waren teilweise durch die lange Geschichte der Unterdrückung und Diskriminierung der gälischen Kultur erklärbare Bedenken vorhanden, so etwa die Befürchtung, dass die Kinder ohne ausreichende Englischkenntnisse über schlechtere Berufsmöglichkeiten verfügen würden. Der Streit wurde schließlich durch eine Kompromisslösung des Highland Council beigelegt.

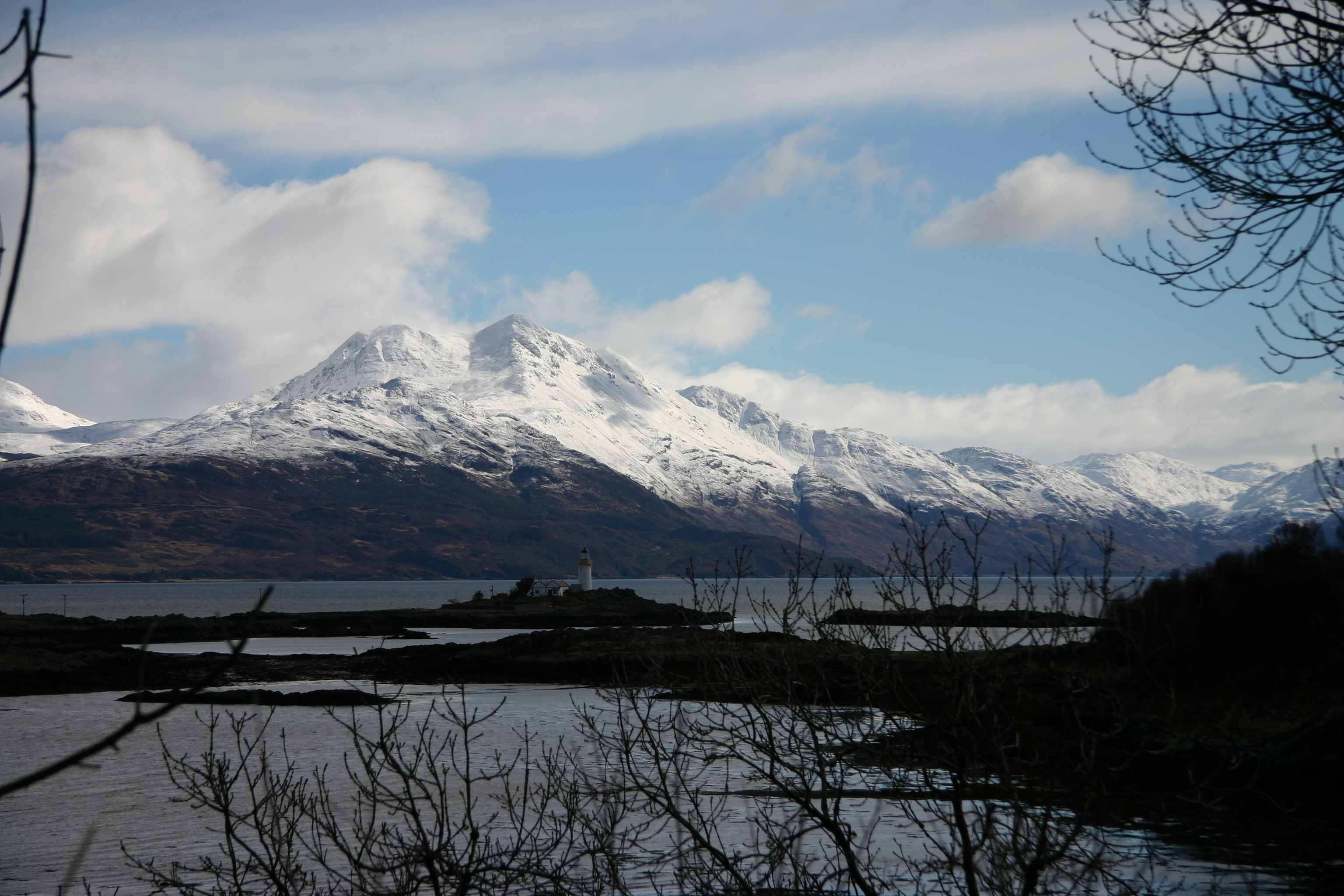
Leuchtturminsel Isleornsay mit den schneebedeckten Knoydart Hills

Zu Sleat gehört auch das Dorf Isleornsay (gälisch Eilean Iarmain) mitsamt der gleichnamigen Leuchtturminsel. Von überregionalem Bekanntheitsgrad ist das Eilean Iarmain Hotel. Es gehörte dem 2010 verstorbenen Multimillionär und Mäzen Iain Noble, der eine besondere Verbundenheit zur gälischen Sprache und Kultur besaß und mit einer Spende auch den Grundstein für die Errichtung des College Sabhal Mòr Ostaig legte.

## Kultur, Kunst und Kunsthandwerk
Eine bedeutende Rolle auch für das kulturelle Angebot spielt das College Sabhal Mòr Ostaig mit seinen der Öffentlichkeit zugänglichen weitgehend barrierefreien Räumlichkeiten. In der Aula des modernen Zentralgebäudes finden regelmäßig Konzerte, Vorträge und andere kulturelle Veranstaltungen statt. Des Weiteren gibt es dort einen Souvenir- und Buchladen sowie die College-Bibliothek mit Internet-Zugang. In unmittelbarer Nachbarschaft zur Armadale Pier befindet sich eine Töpferei, ein Leder-Shop und ein Mode- und Schmuckgeschäft mit auf Skye hergestellten Produkten. Auf Sleat haben sich mehrere Maler und Fotografen niedergelassen, die ihre Werke in kleinen Galerien ausstellen und zum Kauf anbieten. Zum Komplex des Eilean Iarmain Hotels in Isleornsay gehört die Galerie An Talla Dearg (dt. „die rote Halle“), in der wechselnde Ausstellungen zumeist örtlicher Künstler stattfinden. Hier befindet sich auch die Bar Am Pràban (dt. „der Schuppen“).

## Entwicklungsprojekt in Kilbeg
In Kilbeg (gälisch: A' Chill Bheag – „die kleine Kirche“) soll in den nächsten 20 Jahren auf den Ländereien des Clan Donald ein neuer Ort mit 93 Gebäuden, Versorgungseinrichtungen des täglichen Lebens und einem nochmals ausgeweiteten Campus von Sabhal Mòr Ostaig entstehen. Das Projekt besitzt einen Umfang von ungefähr 40 Millionen britischen Pfund. Im Jahr 2011 wurden die Planungen behördlich genehmigt. Momentan laufen Verhandlungen über die kurz- und langfristige Finanzierung.
Beim Erreichen der endgültigen Ausbaustufe wird der neue Ort die bedeutendste Siedlung auf der Sleat-Halbinsel darstellen und zentrale Funktionen von den herkömmlichen Zentralorten Portree und Broadford übernehmen. Von den Planungen geht eine Signalwirkung aus, denn in Nordwestschottland gab es in den vergangenen 300 Jahren einen erheblichen Bevölkerungsschwund; in den sogenannten Highland Clearances wurden ganze Dörfer zum Auswandern nach Nordamerika oder Australien/Neuseeland gezwungen. Zwar gibt es in Skye bereits seit mehr als einem Jahrzehnt eine positive Bevölkerungsentwicklung, sie hat aber kaum zur Stabilisierung oder gar Wiederbelebung der gälischen Kultur beigetragen. Nachdem sich in Sleat dank des Colleges Sabhal Mòr Ostaig eine gewisse punktuelle Trendumkehr nachweisen lässt, hoffen die Projektverantwortlichen auf eine weitere Verstetigung des kulturellen und wirtschaftlichen Aufwärtstrends und noch größere Ausstrahlungseffekte auf die Rettungs-/Wiederbelebungsanstrengungen der gälischen Sprache.

## Vorgeschichte und Geschichte

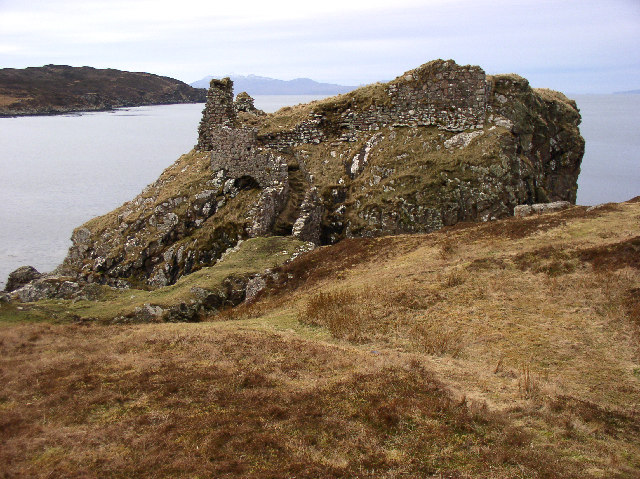
Dunscaith Castle

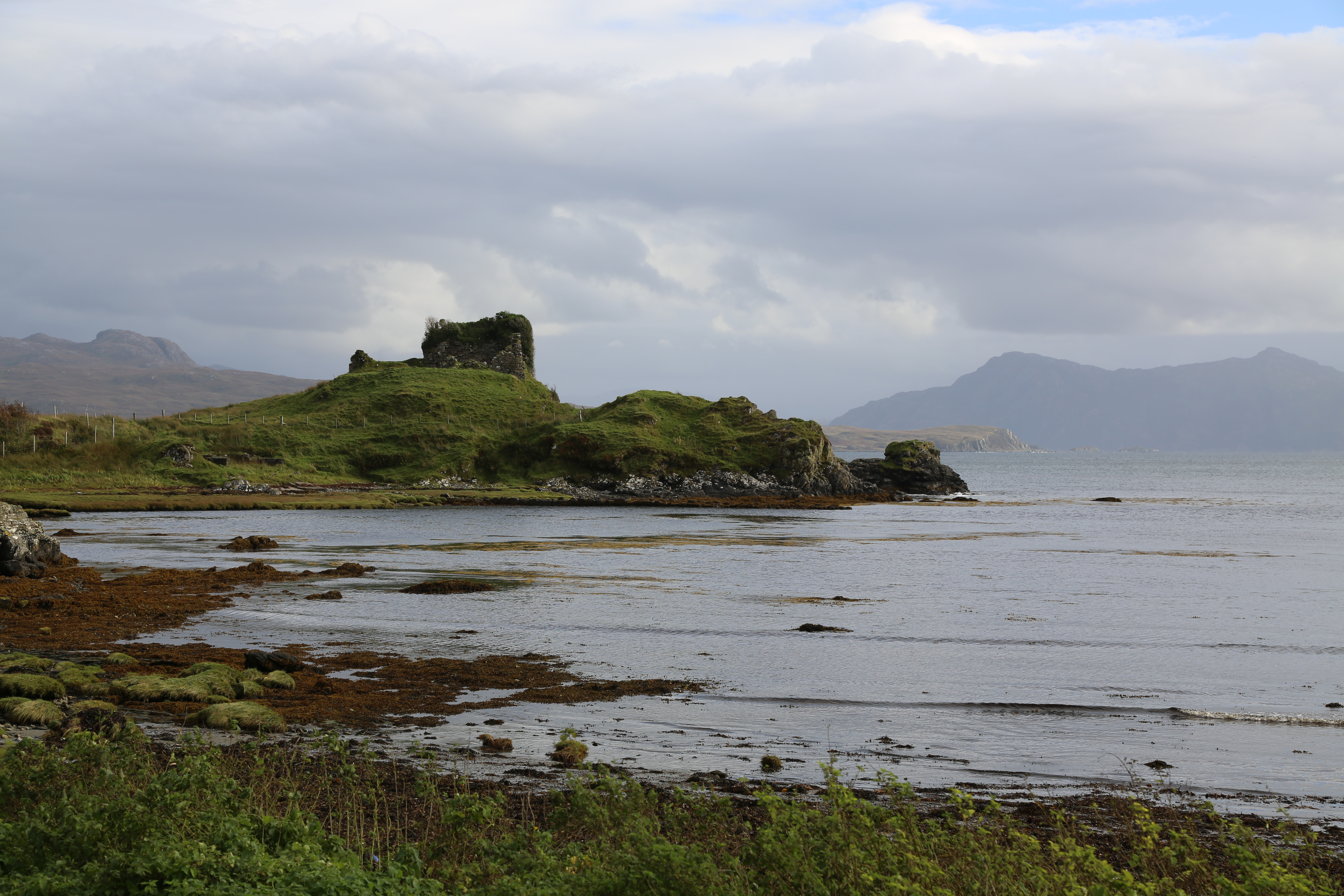
Knock Castle

An der Südostseite der Halbinsel liegen die Hill- und Promontory Forts: Dun A’Chleirich, Dun Acardinon, Dun Chlo (Tormore), Dun Ban (Camascross), Dun Ban (Sleat), Dun Ela, Dun Faich, Dun Knock (Toavaig), sowie Armadale Castle und Knock Castle (Skye),
An der Nordostküste liegt die Ruine von Dunscaith Castle.